# Эзати
Эзати (груз. ეზატი) — село в Грузии, на территории Каспского муниципалитета края (мхаре) Шида-Картли.

## География
Село находится в центральной части Грузии, к востоку от реки Кавтуры (правый приток Куры), на расстоянии приблизительно 5 километров (по прямой) к югу от города Каспи, административного центра муниципалитета. Абсолютная высота — 755 метров над уровнем моря.

## Население
По результатам официальной переписи населения 2014 года, в Эзати проживало 224 человека (109 мужчин и 115 женщин). В национальной структуре населения грузины составляли 100 %.
| Год  | Население, человек |
| ---- | ------------------ |
| 2002 | 307                |
| 2014 | ↘ 224              |